# Засоби масової інформації Алжиру
В Алжирі існує понад 45 незалежних видань арабською та французькою мовами, а також 4 державні газети (дві видаються французькою та дві арабською), але уряд контролює більшість друкарень і рекламу. Алжирські газети з найбільшими тиражами — «Ешурук» (1 800 000 примірників), «Еннагар» (1 600 000 примірників), «Ель Хабар» (1 000 000 примірників) і «Квотідін д'Оран» (700 000 примірників); всі чотири є власністю працівників. У 2004 і 2005 роках уряд розширив доступ берберської мови і культури до друкованих і радіомовних ЗМІ.
«Algérie Presse Service» — алжирське національне інформаційне агентство. Вона була створена 1 грудня 1961 року, після здобуття Алжиром національної незалежності від французького контролю, для представлення Алжиру у сфері світових засобів масової інформації. Згодом вона перетворилася на установу, яка надає онлайн та супутникові послуги.

## Телевізійні канали
- ENTV
- Canal Algerie
- TVA3
- Tamazight TV
- Coran TV
- Echorouk TV
- Echorouk News Channel
- El Djazairiya TV
- El Heddaf TV
- Ennahar TV
- Hoggar TV
- Dzairshop TV
- Numedia News TV
- L'Index TV
- Dzair TV
- Al Atlas TV
- Djurdjura Children Channel
- Samira Women-dedicated Channel
- El Bilad TV
- Wiam TV
- KBC
- El Khabar Broadcasting Channel

## Інтернет
Станом на 2014 рік в Алжирі було 40000 інтернет-хостів і 31,7 мільйона інтернет-користувачів.